# 太陽石油

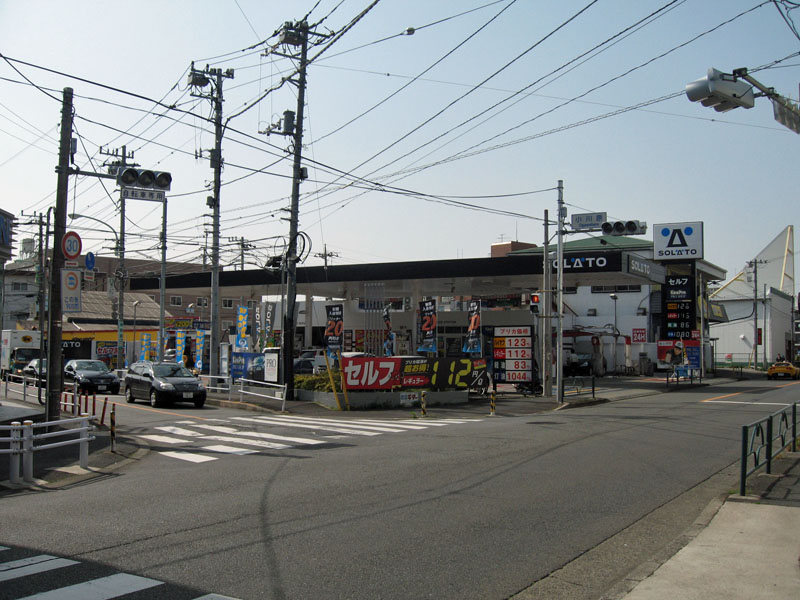
SOLATOブランドの給油所（東京都・セルフ南町田SS、当該店舗は既に閉店）

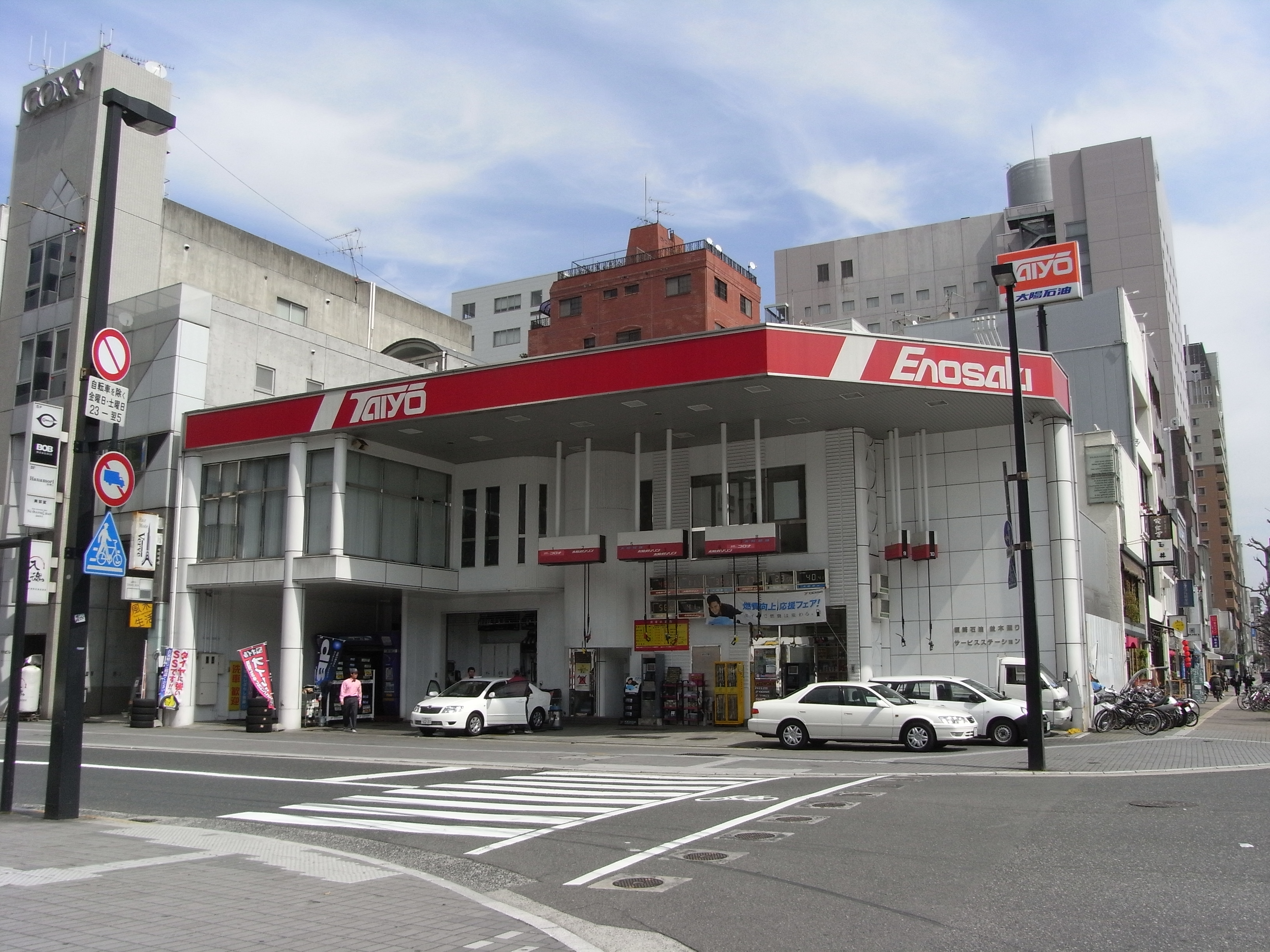
旧TAIYOブランドの給油所。現在は新しいロゴに付け替えられている。（広島市中区・並木通りSS）

太陽石油株式会社（たいようせきゆ、Taiyo Oil Company, Limited）は、石油製品の精製および販売等を行う日本の会社。国内市場占有率は4位。本社は東京都千代田区内幸町二丁目2番3号（日比谷国際ビル）に置く。
現在のコーポレートスローガンは「この星と人のチカラに。」。

## 概説
民族系石油元売会社の1つで、愛媛県を地盤とし、主に西日本（特に、近畿・四国地方）に事業展開している。ソ連やルーマニアから日本で初めて石油の輸入を行うなど、旧東側諸国からの石油輸入に積極的であった。
ガソリンスタンドの現在のブランド名は、SOLATO（ソラト）である。ブランド名は太陽を意味する「ソーラー」と明日を意味する「トゥモロー」に由来する。2008年9月まではTAIYO。
なお、石油販売を中心に行っている太陽鉱油とは別会社である。

## 沿革
- 1908年9月 - 高知県高岡郡（現・土佐市）にて青木石油店創業。
- 1915年2月 - 愛媛県八幡浜市に移転。
- 1918年 - ライジングサン九州西戸崎製油所から原料供給を受け灯油精製を開始。
- 1923年8月 - ヘッグマン蒸留釜で石油精製開始。
- 1930年5月 - 「青木石油株式会社」設立。
- 1938年10月 - 工場を愛媛県越智郡亀岡村（現・今治市菊間町。現在の四国事業所）に移転
- 1941年2月 - 青木石油、ミカド製油、松岡石油の石油精製部門を統合し、太陽石油株式会社を設立。東京市芝区三田豊岡町に本社設置。
- 1943年7月 - 本社を東京市芝区三田豊岡町50番地（現在の東京都港区三田）から愛媛県八幡浜市1581番地に移転。
- 1949年12月 - GHQより太平洋岸製油所の再開許可があり、石油精製再開に向け設備建設に着手。
- 1951年2月 - 石油精製が許可され、シェル石油から500バーレル／日を受託し精製開始。
- 1953年7月 - 自社精製開始。
- 1958年10月 - 日本初のソ連産原油輸入。
- 1960年10月10日 - 本店を東京都港区赤坂檜町3番地に移転。
- 1964年
  - 9月 - 日本初のルーマニア産原油輸入。
  - 11月 - 常圧蒸留装置59,000バーレル／日に認定。
- 1969年4月 - 石油連盟に加盟。
- 1974年9月 - 常圧蒸留装置設備能力69,000バーレル／日に増強。
- 1977年1月 - マレーシア国営石油会社（ペトロナス）と、わが国初のDD原油取引開始。
- 1979年10月 - シンガポールに現地法人太陽インターナショナルプライベートリミテッドを設立。
- 1981年11月 - 本社を現所在地（東京都千代田区）に移転。
- 1982年3月 - 石油地下備蓄実証プラントが菊間製油所構内に完工、太陽石油が実証運転を担当。
- 1983年9月 - 常圧蒸留装置4,000バーレル／日減少処理し、設備能力65,000バーレル／日となる。
- 1985年 - 太陽ブランドの潤滑油販売開始。関東地区で太陽石油サービスステーションの運営開始。
- 1986年
  - 3月 - アンゴラ海上鉱区開発プロジェクトに資本参加。
  - 11月 - マレーシア海上鉱区開発プロジェクトへ参加。
- 1988年 -「TAIYO」のロゴマークを導入。
- 1991年
  - 6月 - 原油船「第一太陽丸」（88,543DWT）就航。BTX製造設備完成・稼動により石油化学分野に進出。
  - 12月 - プロダクト（製品）船「第二太陽丸」（58,950DWT）就航。
- 1996年7月 - 本社機能の一部移管に伴い、菊間製油所を四国事業所に改名。
- 2003年
  - 8月 - 常圧蒸留装置設備能力120,000バーレル／日に増強
  - 10月 - 太陽石油化学株式会社を設立。
  - 12月 - 三井化学株式会社山口スチレン工場を買収。
- 2004年1月 - 山口事業所を開設。
- 2006年1月17日 - 四国事業所にて原油貯蔵タンク火災事故（後述）。
- 2008年
  - 3月 - 四国事業所新事務所竣工。
  - 9月 - 創業100周年を機に、新ブランド「SOLATO」の展開開始。
  - 12月 - 新陸上出荷設備竣工。
- 2010年11月 - 残油流動接触分解設備25,000バーレル／日完成・稼動。
- 2014年
  - 3月 - 太陽石油化学株式会社を吸収合併。常圧蒸留装置設備能力118,000バーレル／日となる。
  - 8月 - 残油流動接触分解装置能力29,000バーレル／日に増強。
  - 11月 - 不均化装置10,000バーレル／日完成・稼動。
- 2016年12月 - 南西石油の発行済全株式を取得し、子会社化。
- 2017年
  - 3月 - 常圧蒸留装置設備能力138,000バーレル／日に増強。残油流動接触分解設備32,000バーレル／日に増強。
  - 4月 - 当社初の沖縄県内拠点となる、沖縄営業所（現・沖縄総合事務所）を開設。
- 2018年9月 - 軽油深度脱硫装置33,000バーレル/日に増強。
- 2024年12月 - 南西石油を吸収合併。

## 事業所
- 四国事業所（入口）
- 四国事業所の夜景
- 四国事業所（事務所）

- 本社 - 東京都千代田区内幸町2-2-3　日比谷国際ビル15F
- 本社分室 - 愛媛県松山市一番町1-15-1　グランディア一番町ビル8階
- 支店
  - 沖縄総合事務所 - 沖縄県那覇市久茂地2-22-10　那覇第一生命ビルディング7F
  - 中日本支店 - 大阪府大阪市北区西天満4-14-3　リゾートトラスト御堂筋ビル7F
  - 中国支店 - 広島県広島市中区幟町13-11　明治安田生命広島幟町ビル7階
  - 四国支店 - 愛媛県松山市一番町1-14-7　フジコビルF 5F
  - 九州支店 - 福岡県福岡市博多区博多駅前2-19-24　大博センタービル11F
- 製油所
  - 四国事業所（愛媛県今治市菊間町種4070-2） 138,000バレル／日
- 工場
  - 山口事業所（山口県宇部市大字西沖ノ山字西沖13-3）

## サービスステーション事業展開エリア
2023年9月現在では、地盤の愛媛県を中心に、四国4県（愛媛、香川、高知、徳島）、九州7県（福岡、佐賀、長崎、熊本、大分、宮崎、鹿児島）と、中国地方（岡山、広島、山口）、近畿地方（京都、大阪、兵庫、奈良）、中部地方（愛知、岐阜、三重、静岡）、関東地方（千葉、茨城、栃木）、東北地方（福島）の全国26府県に展開している。

## 関連会社

### 国内
- 旭陽タンカー株式会社（海運業）
- 太陽テクノサービス株式会社（海陸運輸業・石油受入払出業・建設請負業）
- 太陽石油販売株式会社（石油製品販売業、自動車整備事業、損害保険代理店業）
- 日本地下石油備蓄株式会社（石油備蓄基地の運転・保守管理の受託）

### 海外
- 太陽インターナショナル プライベート リミテッド（シンガポール、原油・石油製品の販売・輸出入）

## 宣伝・広報活動

### テレビ
- 日本テレビ系列水曜20時枠「あきれた刑事」「欽ちゃんの気楽にリン」「新伍の演歌大全集」
- 日本テレビ系列日曜21時枠「誇りの報酬」「あぶない刑事」（金曜20時枠だった「もっとあぶない刑事」も同様）
  - 番組提供だけではなく、「あきれた刑事」や「あぶない刑事」の松山ロケでは、松山市内や伊予市内の給油所や、愛媛県菊間町（現:今治市）の菊間製油所（現・四国事業所）などでロケが行われた。
- NEWS23 - TBS系列、2008年10月期から2009年3月期までスポンサー。

### ラジオ
- 太陽石油Presents - 加藤いづみ この街が好きだよ（1993年4月 - 2001年3月31日、土曜日11:00-11:55）FM愛媛
- 柴田淳の月と太陽（2003年4月 - 2008年3月）FM愛媛制作、2007年3月までJFN系列西日本ブロックネット17局、2007年4月からはJFN38局で全国フルネットされていた。
- LIFE - LOVE CiRCLE（2008年4月 - 2009年3月）TOKYO FM制作、JFNネット
- SOLATO by 太陽石油 presents 千宝美のNatural Breeze（2009年4月 - 2022年3月）FM愛媛
FM愛媛が制作した番組に当社が提供・協賛した経緯として、創業地が高知県であることや、愛媛県に事務所と製油所があることに由来する。2003年スタートの月と太陽からは西日本ブロックネットとなり、さらに全国ネットへと昇格をつづけた。LIFE - LOVE CiRCLEについては当初1年間スポンサーを系譜したものの、基幹・制作局を東京FMに変更されたが1年でスポンサー撤退した（別スポンサーで継続も2011年3月に放送終了）。その後愛媛県ローカルであるがFM愛媛での当社提供番組が復活している。

### モータースポーツ
- TEAM TAKEUCHI - チームスポンサー

### イメージガール
- 清水美沙（当時の芸名は、清水美砂） - 1991年
- CCガールズ - 1992年-1993年
- 紗川理帆 - 2002年
- 矢吹春奈 - 2005年-2007年
- 多岐川華子 - 2008年-2009年

### イメージソング
- CoCo - 無敵のOnly You 1991年

### スポーツ
- 愛媛FC（ユニホーム胸スポンサー）
- 四国アイランドリーグplus（2008年までオフィシャルスポンサー）

## 不祥事

### 太陽石油四国事業所・原油貯蔵タンク火災事件
2006年1月17日14時頃、太陽石油四国事業所で敷地内の原油貯蔵タンク内で火災が起こり、原油の抜き取り作業をしていた作業員7人のうち5人が全身火傷などで殉職する事故が起こった。太陽石油の規定ではタンク内での作業には社員が立ち会うことになっていたが、火災当日は一度も社員が現場におらず、作業マニュアルの任意提出を求め、安全管理に問題がなかったかどうか事情聴取を進めている。
関係者は、作業員らはタンク内でスタンド式の照明3基を使っており、ライトが倒れた後出火したと供述しているため、愛媛県警はアスファルト状の油分を含んだ汚泥が、タンク底から高さ20cmから30cm程度まで残っていたため、何らかの原因でこの汚泥などに火がついた可能性があるとして捜査を進めている。また、この事件を重く見た消防庁や経済産業省、厚生労働省などの職員も、原因調査のため現地入りしている。

### 高圧ガス保安法違反
2021年9月、愛媛県は高圧ガス保安法に違反したとして、太陽石油に対し、四国事業所を安全に運用するために定めた危害予防規程の変更や遵守などを命令する行政処分を行った。
2022年3月に経済産業省は、太陽石油に対して、四国事業所の高圧ガス保安法に基づく完成検査及び保安検査に係る認定を取り消す行政処分を行った。